# Willie Roaf
William Layton Roaf (Pine Bluff, 18 aprile 1970) è un ex giocatore di football americano statunitense soprannominato Nasty che ha giocava nel ruolo di offensive tackle.
Roaf trascorse la sua carriera professionistica nei New Orleans Saints e i Kansas City Chiefs della National Football League. È stato introdotto nella Pro Football Hall of Fame nel 2012.

## Carriera professionistica
Roaf ebbe una spettacolare carriera nel football universitario a Louisiana Tech. Conosciuto per la sua abilità nel bloccare e per la sua considerevole velocità malgrado la sua stazza, fu finalista dell'Outland Trophy per il miglior uomo della linea offensiva al college. Roaf iniziò la sua carriera nella NFL coi New Orleans Saints che lo scelsero con l'ottava scelta assoluta nel Draft 1993. La scelta proveniva dai Detroit Lions per i diritti su Pat Swilling. Roaf giocò nove stagioni per i Saints, fu selezionato per 7 Pro Bowl e incluso nelle formazioni ideali del decennio sia per gli anni 90 che per il duemila, facendo di lui il giocatore più premiato dei Saints. Roaf subì un infortunio che lo tenne fuori per tutto il 2001 e fu venduto ai Kansas City Chiefs nel marzo 2002 per una scelta nel draft da definire. Coi Chiefs disputò altre quattro stagioni, venendo selezionato per il Pro Bowl in ognuna di esse, per un totale di 11. Fu inserito nella Pro Football Hall of Fame il 4 febbraio 2012 mentre il 22 maggio 2014 fu inserito nella College Football Hall of Fame.

## Palmarès
- (11) Pro Bowl (1994, 1995, 1996, 1997, 1998, 1999, 2000, 2002, 2003, 2004, 2005)
- (6) First-Team All-Pro (1994, 1995, 1996, 2003, 2004, 2005)
- (3) Second-Team All-Pro (1997, 2000, 2002)
- PFWA All-Rookie Team - 1993
- Formazione ideale della NFL degli anni 1990
- Formazione ideale della NFL degli anni 2000
- Pro Football Hall of Fame (classe del 2012)
- College Football Hall of Fame (classe del 2014)